# Bell Challenge 2008
Il Bell Challenge 2008 è stato un torneo di tennis giocato sul cemento indoor.
È stata la 16ª edizione del Bell Challenge, che fa parte della categoria Tier III nell'ambito del WTA Tour 2008.
Si è giocato al PEPS sport complex di Québec in Canada,
dal 27 ottobre al 2 novembre 2008.

## Campionesse

### Singolare
Nadia Petrova ha battuto in finale  Bethanie Mattek, 4–6, 6–4, 6–1

### Doppio
Anna-Lena Grönefeld /  Vania King hanno battuto in finale  Jill Craybas /  Tamarine Tanasugarn, 7–6(3), 6–4